# 筑豐本線
筑豐本線（日语：／ Chikuhō honsen */?）是一條連結日本福岡縣北九州市若松區的若松站至同縣筑紫野市的原田站，屬於九州旅客鐵道（JR九州）的鐵路線（地方交通線）。
包括與鹿兒島本線的短絡線和篠栗線在內的黑崎站－折尾站－桂川站－博多站間的愛稱是「福北豐線」，若松站－折尾站間的愛稱「若松線」，桂川站－原田站間的愛稱「原田線」。

## 路線資料
- 管轄（事業類別）：九州旅客鐵道（第一種鐵道事業者）
- 路線距離（營業距離）：若松站－原田站間 66.1公里（黑崎站－東水卷站間的短絡線沒有設定營業距離）
- 軌距：1067毫米
- 站數：25個（包括起終點站）
  - 若只限屬於筑豐本線的車站，排除折尾站與原田站（都屬於鹿兒島本線[1]）則為23個。
- 複線路段：
  - 若松站－折尾站
  - 折尾站－飯塚站（折尾站構內與若松方向的聯絡線有一部分單線，黑崎站－東水卷站間的短絡線是複線）
- 電氣化路段：折尾站－桂川站間（交流20,000V、60Hz）
- 閉塞方式：
  - 複線自動閉塞式（下記以外）
  - 單線自動閉塞式（飯塚站－桂川站－原田站間）
- 最高速度：
  - 95公里/小時（若松站－飯塚站間）
  - 85公里/小時（飯塚站－原田站間）
- 運轉指令所（日语：運転指令所）：博多綜合指令中心

全線由本社鐵道事業本部直轄。

## 車站一覽
- ：特定都區市內制度的「北九州市內」地域內車站
- 停靠站
  - 福北豐線的停靠站參見「福北豐線#車站一覽」
  - 若松線、原田線所有列車都是普通列車（停靠所有車站）
- 軌道 … ∥：複線路段，◇、｜：單線路段（◇可列車交會），∨：此起往下為單線
- 所有車站都位於福岡縣內
- 車站一欄的背景色有■的車站（上穗波站－筑前山家站）顯示受2017年7月九州北部豪雨（日语：平成29年7月九州北部豪雨）的影響無法通行路段的車站與不通路段。[2]（截至2018年7月18日）。但現時(2024年10月)已重開。

### 若松線
- 所有列車都是普通列車（停靠所有車站）
- 全線非電氣化。

| 車站編號 | 中文站名 | 日文站名 | 英文站名 | 站間營業距離 | 累計營業距離 | 接續路線                                     | 軌道 | 所在地            |
| -------- | -------- | -------- | -------- | ------------ | ------------ | -------------------------------------------- | ---- | ----------------- |
| JE06     | 若松     |          |          | -            | 0.0          |                                              | ∥    | 北九州市 若松區   |
| JE05     | 藤之木   |          |          | 2.9          | 2.9          |                                              | ∥    | 北九州市 若松區   |
| JE04     | 奧洞海   |          |          | 1.7          | 4.6          |                                              | ∥    | 北九州市 若松區   |
| JE03     | 二島     |          |          | 1.7          | 6.3          |                                              | ∥    | 北九州市 若松區   |
| JE02     | 本城     |          |          | 3.0          | 9.3          |                                              | ∥    | 北九州市 八幡西區 |
| JE01     | 折尾     |          |          | 1.5          | 10.8         | 九州旅客鐵道： 鹿兒島本線（JA19）、 福北豐線 | ∥    | 北九州市 八幡西區 |

### 原田線
- 所有列車都是普通列車（停靠所有車站）
- 全線非電氣化。

| 車站編號 | 中文站名 | 日文站名 | 英文站名 | 站間營業距離 | 累計營業距離 | 接續路線                          | 軌道 | 所在地       |
| -------- | -------- | -------- | -------- | ------------ | ------------ | --------------------------------- | ---- | ------------ |
| JG01     | 桂川     |          |          | 3.0          | 45.3         | 九州旅客鐵道： 福北豐線           | ◇    | 嘉穗郡桂川町 |
| JG02     | 上穗波   |          |          | 2.8          | 48.1         |                                   | ｜   | 飯塚市       |
| JG03     | 前內野   |          |          | 3.1          | 51.2         |                                   | ｜   | 飯塚市       |
| JG04     | 前山家   |          |          | 10.2         | 61.4         |                                   | ｜   | 紫野市       |
| JG05     | 原田     |          |          | 4.7          | 66.1         | 九州旅客鐵道： 鹿兒島本線（JB10） | ◇    | 紫野市       |

### 廢除路段
與其他路線分離的路段除外。（貨）顯示貨物站。
- 中間站－（貨）中鶴站（日语：中鶴駅） 0.9公里
- 中間站－小牧信號場（日语：小牧信号場）－（貨）筑前中山站 5.9公里
- 前植木站－（貨）新入第三第四站（日语：新入第三第四駅） 0.6公里
- 小竹站－（貨）新多站（日语：新多駅） 3.1公里
- 小竹站－（貨）鹽頭站（日语：塩頭駅） 2.3公里
- 鯰田站－（貨）鯰田炭坑站（日语：鯰田炭坑駅） 0.7公里
- 飯塚站－（貨）忠隈站（日语：忠隈駅） 0.5公里
- 桂川站－（貨）豆田站（日语：豆田駅） 0.4公里

### 過去的接續路線
- 若松站：北九州市電（貨物線）
- 折尾站：西日本鐵道北九州線（日语：西鉄北九州線）
- 中間站：香月線
- 直方站：鞍手軌道（日语：鞍手軌道）
- 勝野站：宮田線
- 小竹站：幸袋線
- 飯塚站：上山田線

## 關連項目
- 洞海灣
- 漆生線